# 美唄市農業協同組合
美唄市農業協同組合（びばいしのうぎょうきょうどうくみあい、英称：JA Bibai ）は北海道美唄市に本所を置く農業協同組合である。略称はJAびばい。当農協の営業地域は 美唄市の北部一帯である。

## 概要
1994年（平成6年）に美唄市農協、美唄市中村農協が合併し、新・美唄市農協が設立される。
石狩平野の一帯に属し、稲作が盛んである。

## 事務所の一覧
カッコ内は所在地
- 本所（北海道美唄市大通東1条北1丁目2-1）